# Uta Ranke-Heinemann

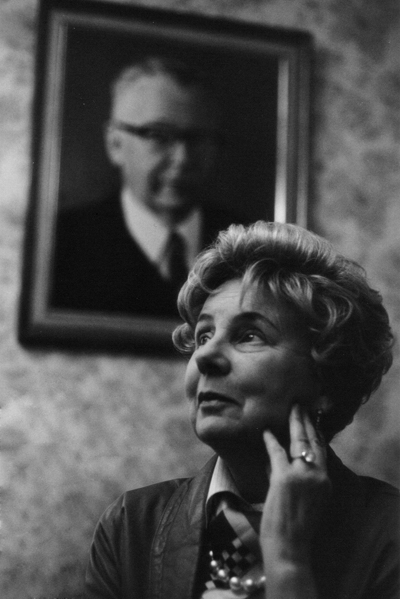
Uta Ranke-Heinemann (um 1990) vor einem Porträt ihres Vaters Gustav Heinemann.

Uta Johanna Ingrid Ranke-Heinemann, geb. Heinemann (* 2. Oktober 1927 in Essen; † 25. März 2021 ebenda), war eine deutsche Theologin und Autorin. Ab 26. Januar 1970 war sie die weltweit erste Frau auf einem Lehrstuhl für Katholische Theologie. Nach dem Entzug der kirchlichen Lehrerlaubnis 1987 wechselte sie bis zur Emeritierung 1990 auf einen kirchenunabhängigen Lehrstuhl für Religionsgeschichte und wurde zur Bestsellerautorin.

## Leben

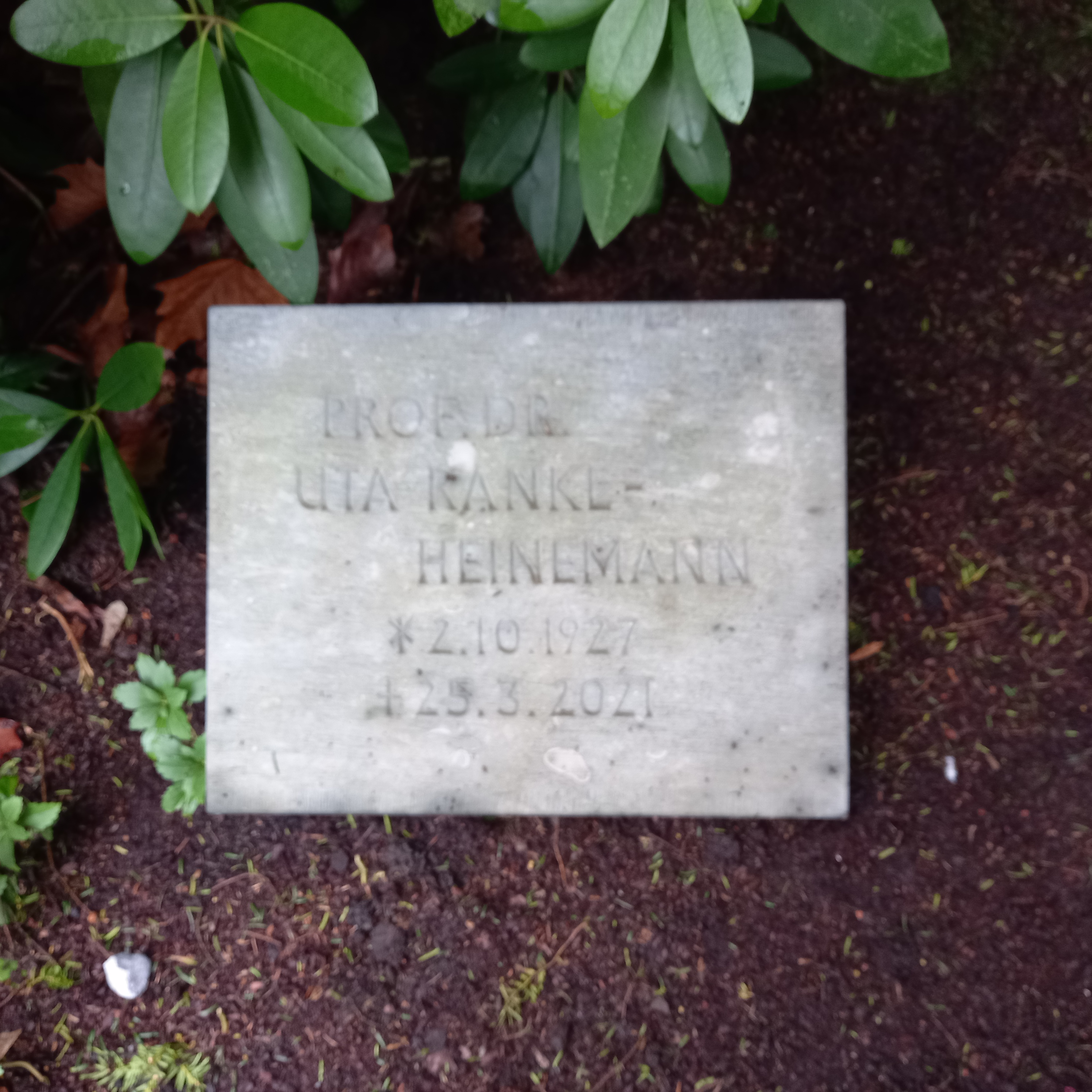
Das Grab von Uta Ranke-Heinemann auf dem Parkfriedhof Essen

Uta Ranke-Heinemann war das älteste von vier Kindern Gustav Heinemanns und seiner Frau Hilda geb. Ordemann. Sie wuchs im Essener Moltkeviertel auf und wohnte dort bis zu ihrem Tod.
Nachdem der erste Luftangriff auf Essen im Rahmen der Battle of the Ruhr am 5. März 1943 das Haus der Familie schwer beschädigt hatte, suchte man zunächst in Langenberg (Rheinland) und im folgenden Jahr in Winterberg Schutz. Im Herbst 1944 brachte ihre Mutter sie in Marburg, wo noch Schulbetrieb stattfand, bei Rudolf Bultmann unter, bei dem Hilda Heinemann selbst 1926 ihr theologisches Staatsexamen abgelegt hatte. Neben dem Schulbesuch wurde sie von Bultmann in griechischer Sprache und Philosophie sowie von Kurt Reidemeister in Mathematik unterrichtet. Am Ende des Kriegs kehrte sie zu ihrer Familie nach Winterberg zurück.
Im November 1945 – ihr Vater war inzwischen Bürgermeister von Essen – erwirkte sie persönlich bei der Bezirksregierung in Düsseldorf die Genehmigung, mit dem Wiederbeginn des Unterrichts das Burggymnasium Essen (eine reine Jungenschule) besuchen zu dürfen. Sie war dort 1947 der erste weibliche Abiturient und absolvierte die Prüfung mit Auszeichnung, was am Burggymnasium bis dahin erst ein einziges Mal, 30 Jahre zuvor, vorgekommen war.
Anschließend studierte sie bis 1953 an den Universitäten Basel, Oxford, Montpellier und Bonn insgesamt 13 Semester evangelische Theologie. Nach ihrer Konversion am 25. September 1953 studierte sie katholische Theologie in München und war dort Kommilitonin von Elisabeth Gössmann und Joseph Ratzinger. Im Jahr 1954 wurde sie bei dem Dogmatiker Michael Schmaus mit der Dissertation Das frühe Mönchtum. Seine Motive nach den Selbstzeugnissen der ersten Mönche zur Dr. theol. mit magna cum laude promoviert.
Am 30. Dezember 1954 heiratete sie ihren Klassenkameraden vom Burggymnasium Edmund Ranke (1922–2001). Ihre beiden Söhne, Johannes Ranke-Heinemann und Andreas Ranke, wurden 1958 und 1960 geboren.
Im Jahr 2009 wirkte sie in Rosa von Praunheims Film Rosas Höllenfahrt mit. Im Sommer 2009 erhielt sie den Blütenfest-Award der Essener LGBT-Community beim Ruhr CSD Essen.
Ranke-Heinemann starb am 25. März 2021 im Alter von 93 Jahren. Sie ist auf dem Parkfriedhof Essen begraben.

## Wirken

### Akademische Karriere
Ab 1955 war sie zunächst Dozentin am Erzbischöflichen Katechetinnenseminar in Bonn und ab 1965 an der Pädagogischen Hochschule in Neuss. 1969 habilitierte sie sich als erste Frau weltweit in katholischer Theologie (Hauptgutachter war Karl Rahner) und wurde darauf am 26. Januar 1970 die erste Professorin in diesem Fach.
1980 wurde sie nach Auflösung der Pädagogischen Hochschulen in Nordrhein-Westfalen an die Universität Duisburg berufen und 1985 an die Universität Essen, wo sie Neues Testament und Alte Kirchengeschichte lehrte.

### Verlust des theologischen Lehrstuhls
Ab den 1970er Jahren fiel ihre kritische Haltung zu vielen kirchlichen Fragen auf. Dass sie 1944/1945 rund ein halbes Jahr von Rudolf Bultmann unterrichtet worden war und mit in seiner Familie gelebt hatte, trug zu dieser und zu ihrem Pazifismus erheblich bei. Zu der Intensität ihrer Beziehung zu Bultmann und über ihren Aufenthalt in seiner Familie schrieb dieser am 16. Januar 1945 an Gustav Heinemann:

„Wir freuen uns, Ihre Tochter bei uns zu haben […] sodaß wir sie wie ein eigenes Töchterchen empfinden. Jeder hat sie gern in ihrer heiteren Anmut und in ihrer Freundlichkeit und Hilfsbereitschaft […] es macht mir Spaß, Griechisch mit ihr zu treiben. Ich bin sehr gespannt, wie sie sich entwickeln wird […] bei ihren großen Gaben darf man sehr Schönes erhoffen […] Auch mein Kollege und Freund Reidemeister, der Mathematiker ist, war ganz entzückt von Utas Begabung, als sie ihn neulich aufsuchte.“

Nachdem sie am 15. April 1987 in einer Sendung des WDR-Fernsehens aus dem Marienwallfahrtsort Kevelaer das Dogma der Jungfrauengeburt mit den Worten „Viele Juden sind umgebracht worden, weil sie nicht an die Jungfrauengeburt glauben konnten. Und ich kann das auch nicht“ angezweifelt hatte, entzog ihr der Essener Bischof Franz Hengsbach am 15. Juni 1987 die Lehrbefugnis für katholische Theologie.
In ihrer Auffassung, dass die Jungfrauengeburt nicht biologisch, sondern theologisch zu verstehen sei, sah Ranke-Heinemann sich durch Aussagen der Theologen Karl Rahner und Joseph Ratzinger bestätigt und berief sich auf diese in der Fernsehsendung des West-3-Magazins Gott und die Welt, Thema: Jungfrauengeburt, am 13. Juni 1987. Sie verwies auf Rahners Bezeichnung der Jungfrauengeburt als legendären Midrasch und auf folgende Passage aus Ratzingers Buch Einführung in das Christentum:

„Die Gottessohnschaft Jesu beruht nach kirchlichem Glauben nicht darauf, daß Jesus keinen menschlichen Vater hatte; die Lehre vom Gottsein Jesu würde nicht angetastet, wenn Jesus aus einer normalen menschlichen Ehe hervorgegangen wäre. Denn die Gottessohnschaft, von der der Glaube spricht, ist kein biologisches, sondern ein ontologisches Faktum; kein Vorgang in der Zeit, sondern in Gottes Ewigkeit.“

Ratzinger hatte diese Sätze allerdings schon 1977 in seinem Buch Die Tochter Zion – Betrachtungen über den Marienglauben der Kirche korrigiert. In Neuauflagen von Einführung in das Christentum blieben sie jedoch völlig unverändert. Der Dominikaner Willehad Paul Eckert (1926–2005) entgegnete Ranke-Heinemann in der genannten Fernsehsendung: „Was Ratzinger und Rahner sagen, ist falsch, Sie dürfen sich nicht auf sie berufen.“
Zuvor hatte der Dogmatikprofessor Johann Auer (1910–1989) am 11. Juni 1987 an Ranke-Heinemann geschrieben: „Mit Sorge habe ich in der Presse die letzten Ereignisse um Ihre Person verfolgt … Das Wort von der ‚biologischen Jungfrauengeburt‘ ist eine Irreführung, gewachsen auf dem im Grund atheistischen modernen Weltverständnis, wo Gott eben nicht mehr zum Weltbild gehört, seit Rahner und Ratzinger in die Christologie eingegangen und heute weit verbreitet, deshalb aber nicht richtiger geworden.“ Auer bat sie, freiwillig auf ihren Lehrstuhl zu verzichten. „In guter alter Erinnerung an die Bonner Zeiten – Ihr alter Kollege Johann Auer.“
Am 14. Juni 1987 wandte sich Ranke-Heinemann in einem Brief mit der Bitte um Hilfe an Kardinal Ratzinger. Nachdem sie am 15. Juni 1987 ihren theologischen Lehrstuhl verloren hatte, erhielt sie Ende 1987 einen kirchenunabhängigen Lehrstuhl für Religionsgeschichte in Essen. In ihrem 2002 erschienenen Buch Nein und Amen nannte sie im Hinblick auf die Stammbäume Jesu die Lehre von der Jungfrauengeburt „theologische Schizophrenie“. Sie selbst betrachtete sich als exkommuniziert aufgrund von Häresie. Eine Exkommunikation als Spruchstrafe (excommunicatio ferendae sententiae) wurde gegen sie aber nicht ausgesprochen.

### Veröffentlichungen
Ihr Buch Eunuchen für das Himmelreich – Katholische Kirche und Sexualität erschien im Oktober 1988 und erregte auch durch den provozierenden Titel große öffentliche Aufmerksamkeit. Es belegte auf der Liste Jahres-Bestseller 1989 des SPIEGEL bei den Sachbüchern Platz 2 mit 300.000 Exemplaren. 2000 wurde es als Heyne-Taschenbuchausgabe wesentlich erweitert, vor allem im Kapitel Homosexualität. 2012 wurde das Heyne-Taschenbuch um ein Kapitel über Benedikt XVI. erweitert. In diesem Buch gibt Ranke-Heinemann ihren Eindruck von der 2000-jährigen „Geschichte der katholischen Sexualmoral, von Jesus bis Benedikt XVI.“, wieder. Die Kenntnisse der Autorin in zwölf Sprachen erwiesen sich für die Genauigkeit der Übersetzungen als nützlich.
Nach dem Tod ihres Mannes am 11. September 2001 (der sie „aus der Verankerung riss“) widmete ihm Ranke-Heinemann das Schlusskapitel Eine Blume auf das Grab meines Mannes in der erweiterten Fassung ihres Werks Nein und Amen, das 2002 bei Heyne, München, mit dem veränderten Untertitel: Mein Abschied vom traditionellen Christentum herauskam.

### Pädokriminalitätsvorwürfe gegen Geistliche
Ranke-Heinemann bezeichnete Pädophilie als „die Gefahr einer monosexuellen Kirche“, der in 2000 Jahren zwar die Vertreibung der Frauen, aber noch nicht die Entsexualisierung geglückt sei. Wie lange die Kirche jetzt noch zur Züchtung des „keuschen Homosexuellen“ benötige, wie er im Weltkatechismus 1992 in Nr. 2357-9 gefordert wird, sei noch nicht klar. Klar sei nur dies: „solange zwangsentsexualisierte Priester mit Männern, Frauen, Jugendlichen und Kindern in dunklem Beichtstuhlgewisper vereint sind, wird sich der Beichtstuhl immer mehr zur Kontaktbörse für Sexualneurotiker entwickeln, in dem auch Pädophilie nicht ausgeschlossen werden kann, und sollte darum für Kinder und Jugendliche verboten werden.“
Die absolute Geheimhaltung von Pädophiliefällen sei nach Ranke-Heinemann allen Bischöfen in den beiden Crimen sollicitationis 1962 und erneut in De delictis gravioribus von 2001 unter Strafe der Exkommunikation befohlen worden. Diese sagten nichts über Hilfe für die Betroffenen.
Der Vorwurf einer absoluten Geheimhaltung pädokrimineller Fälle vor nichtkirchlichen Instanzen, dem sich Gotthold Hasenhüttl anschloss, ist umstritten. Kirchenrechtler wie Alexander Pytlik machen geltend, von Geheimschreiben könne bei Crimen sollicitationis von 1962 und bei De delictis gravioribus sowie Sacramentorum sanctitatis tutela von 2001, die öffentlich zugänglich seien, keine Rede sein. Inhaltlich gehe es darin um den Schutz des Beichtgeheimnisses und um Regeln für das kirchenrechtliche Verfahren, die weder das staatliche Strafverfahren noch das Recht des Opfers zur Strafanzeige und auf Schadenersatz beeinträchtigten.
Anlässlich von Vorwürfen gegen den Regensburger Bischof Müller, nachdem ein wegen sexuellen Kindesmissbrauchs vorbestrafter Priester im Amt rückfällig geworden war, erklärte Ranke-Heinemann in mehreren Interviews im September/Oktober 2007, das Schreiben Kardinal Ratzingers von 2001 bedeute auch weiterhin großen Schaden für die betroffenen Kinder und Jugendlichen in aller Welt, weshalb sie Papst Benedikt XVI. bitte, es wegen seiner „totalen Justizbehinderung für die staatlichen Gerichte zurückzunehmen“.
Der Trend zur Geheimhaltung sexuellen Missbrauchs an Kindern, den Ratzinger 2001 auf die Spitze getrieben habe, sei für jeden sichtbar beim Vergleich von Can. 2368 § 2 und Can. 904 CIC 1917 mit Can. 1387 CIC 1983: Von einer Meldepflicht an den Bischof und das Heilige Offizium (denuntiare loci Ordinario, vel Sacrae Congregationi S. Officii) sei keine Rede mehr.

### Entwicklungspolitik, Friedensbewegung und humanitäre Hilfe
Seit den 1970er Jahren engagierte sich Ranke-Heinemann neben ihrer Lehrtätigkeit auch im Bereich der Entwicklungspolitik und humanitären Hilfe. Sie setzte sich für ein Verbot von Napalm ebenso wie für die Abschaffung aller Atomwaffen ein und brachte Medikamente und andere Hilfsgüter 1972 während des Vietnamkriegs nach Hanoi, 1973 nach Indien und 1979 nach Kambodscha. In den 1980er Jahren engagierte sie sich für die Friedensbewegung, war Kandidatin der Friedensliste und trat als Rednerin auf zahlreichen Kundgebungen auf.

### Kandidatur für das Amt der Bundespräsidentin
1999 war die parteilose Pazifistin wegen ihres Protests gegen Deutschlands Beteiligung am Kosovokrieg gegen Jugoslawien Kandidatin der PDS für das Amt der Bundespräsidentin (siehe: Wahl des deutschen Bundespräsidenten 1999). Sie unterlag deutlich Johannes Rau, dem Ehemann ihrer Nichte Christina.

### Kritik am Christentum

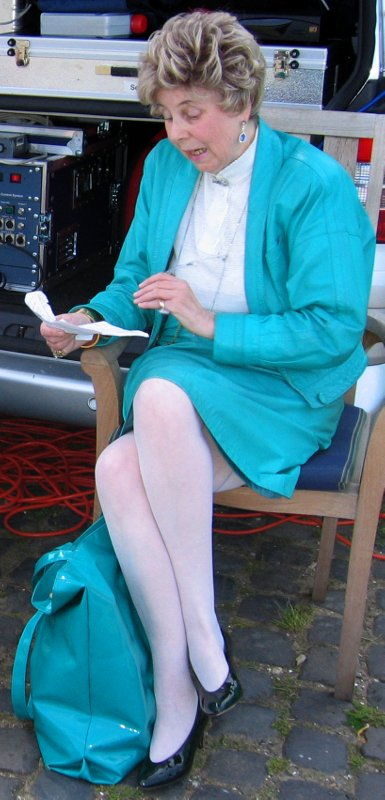
Uta Ranke-Heinemann auf dem Weltjugendtag 2005 in Köln

In ihrem Buch Nein und Amen, das 2002 bei Heyne, München, mit dem veränderten Untertitel: Mein Abschied vom traditionellen Christentum herauskam, heißt es:

„Die Erinnerung an Rudolf Bultmann, den Gelehrten voller Hilfsbereitschaft, den Aufgeklärten voller Frömmigkeit, hat mich durch mein Leben begleitet, als bei mir die Zweifel größer wurden. Aber gleichzeitig hat mich sein Beispiel gelehrt, dass auch der Skeptiker ein Christ sein kann, wenn auch nicht auf die herkömmliche Weise.“

Sie lehnt die Interpretation der Kreuzigung Jesu als Erlösung in einem „siebenfachen negativen Glaubensbekenntnis“ ab:
1. Die Bibel ist nicht Gottes-, sondern Menschenwort.
2. Dass Gott in drei Personen existiert, ist menschlicher Fantasie entsprungen.
3. Jesus ist Mensch und nicht Gott.
4. Maria ist Jesu Mutter und nicht Gottesmutter.
5. Gott hat Himmel und Erde geschaffen, die Hölle haben die Menschen hinzuerfunden.
6. Es gibt weder Erbsünde noch Teufel.
7. Eine blutige Erlösung am Kreuz ist eine heidnische Menschenopferreligion nach religiösem Steinzeitmuster.[37]

Ranke-Heinemann schreibt weiter: 

„Und so bin ich fortgegangen […] von dem Gott mit den blutigen Händen, der seinen einzigen Sohn für uns opferte […] und wandte mich ab von den Theologen […] ihrer Verstandesfeindlichkeit und ihren grausamen Märchen und glaubte ihnen nicht mehr […]. Ich flüchtete mich schließlich zu den Zweiflern, weil mir der Zweifel immer noch am sichersten schien. […] Und unter ihnen fand ich einige, die an einem doch nicht zweifeln konnten: dass alles, was ist, eine Ursache hat, weil von nichts nichts kommt. […] Und ich fühlte mich bereit, mit dem Genie unter den Zweiflern, dem Philosophen Descartes, angesichts der Vollkommenheit des Urhebers zu sprechen: ‚Ich möchte einen Augenblick verweilen bei der Betrachtung dieses vollkommenen Gottes. Ich möchte bedenken, bewundern und anbeten die unvergleichliche Schönheit dieses unendlichen Lichts, soweit es die Fassungskraft meines Geistes erlaubt, der vor diesem Licht geblendet steht‘.“

Sie greift die religionsphilosophischen Gedanken Descartes’ zum Gottesbeweis und zum Leben nach dem Tod auf. Denn Gott ist auch der Gott der Philosophen (vgl. Blaise Pascals Kritik an Descartes und den Philosophen in seinem Mémorial: „Der Gott Abrahams ist nicht der Gott der Philosophen“). Descartes verlor 1640 sein einziges Kind, seine fünfjährige Tochter Francine. Er bezeichnete ihren Tod als den „größten Schmerz“ seines Lebens. Im Oktober 1642 schrieb er an Constantijn Huygens, den Vater des Astronomen Christiaan Huygens: Wir Menschen seien „geboren für viel größere Freuden und ein viel größeres Glück, als wir sie auf dieser Erde erleben können […] Wir werden die Toten dereinst wiederfinden, und zwar mit der Erinnerung an das Vergangene. Denn in uns befindet sich ein intellektuelles Gedächtnis, das ganz zweifellos unabhängig von unserem Körper ist.“
Sie schreibt: „Und wenn die schwarzen Zweifel wieder kommen und Ratlosigkeit und Verlassenheit überhand nehmen, seit mich der Tod meines Mannes aus der Verankerung riss, dann hat mich in meiner Trauer über die Vergeblichkeit meiner Erforschung des Unerforschlichen Immanuel Kant getröstet, dass der Zweifel einen Sinn hat. Er sagt: Wenn wir die ‚Majestät‘ und ‚Ewigkeit‘ Gottes, des ‚Welturhebers‘, sehen und ‚vollkommen beweisen‘ könnten, würden wir zu ‚Marionetten‘ erstarren. Unser Handeln bekäme ‚den Anstrich von Zwang und abgenötigter Unterwerfung‘. Uneigennützigkeit und Selbstachtung würden Schaden leiden. Darum ist die unerforschliche Weisheit, durch die wir existieren, nicht minder verehrungswürdig in dem, was sie uns versagte als in dem, was sie uns zuteil werden ließ“. Kant ist von einem Leben nach dem Tod überzeugt, und zwar als „Fortdauer der Person und des Bewusstseins der Identität seiner selbst. Nicht Metempsychose (= Seelenwanderung), wie er in seinem Nachlaß schreibt.“
Erkenntnisleitendes Interesse der Theologin ist jetzt wie für Jean Paul die Frage nach einem Leben nach dem Tod, wenn nur noch „die größte und unsichtbarste Hand den Schlüssel hat zu den verschütteten Särgen unserer verstorbenen Geliebten, zu denen kein Sterblicher“ mehr vordringen kann.
„Und es kamen Sadduzäer zu Jesus, die bekanntlich sagen, es gebe keine Auferstehung“, und Jesus sagte: „Gott ist nicht ein Gott der Toten, sondern der Lebendigen. Ihr irrt euch sehr.“ (Mk 12,18.27 ) Ranke-Heinemann erklärt, dass ihr nach dem Verlust ihres Glaubens „der Anfang und der Schluss des christlichen Glaubensbekenntnisses, Gott und ewiges Leben“ geblieben seien: die Hoffnung und die Liebe.

## Ehrung
- Am 25. März 2022 erhielt die Grünfläche der Franziusstraße in unmittelbarer Nähe zu ihrem langjährigen Wohnhaus Henricistraße 28 den Namen Uta-Ranke-Heinemann-Platz.[42][43]

## Werke
- Weisheit der Wüstenväter. Patmos, Düsseldorf 1958.
- Der Protestantismus. Wesen und Werden. Mit einem Vorwort von Karl Rahner. Hans Driewer, Essen 1962.
- Von christlicher Existenz. Hans Driewer, Essen 1964.
- Das frühe Mönchtum. Seine Motive nach den Selbstzeugnissen. Hans Driewer, Essen 1964.
- Antwort auf aktuelle Glaubensfragen. Hans Driewer, Essen 1965.
- Gedanken zu Sonntagsepisteln. Ein Jahreszyklus. Hans Driewer, Essen 1967.
- Christentum für Gläubige und Ungläubige. Hans Driewer, Essen 1968.
- Die sogenannte Mischehe. Zu den kirchenrechtlichen Fragen der konfessionsverschiedenen Ehe. Paulus/Bitter, Recklinghausen 1968.
- Widerworte. Friedensreden und Streitschriften. TORSO, Essen 1985, ISBN 3-924868-03-4.
  - erweitert um Texte zu Maria und dem Zölibat: Goldmann, München 1987.
- Eunuchen für das Himmelreich. Katholische Kirche und Sexualität. Hoffmann und Campe, Hamburg 1988.
- Nein und Amen. Anleitung zum Glaubenszweifel. Hoffmann und Campe, Hamburg 1992, ISBN 3-455-08457-5.
  - ergänzte Neuausgabe: Nein und Amen. Mein Abschied vom traditionellen Christentum. Heyne, München 2002, ISBN 3-453-21182-0.
  - aktualisierte Neuausgabe zum 90. Geburtstag: Nein und Amen. Mein Abschied vom traditionellen Christentum. Hoffmann und Campe, Hamburg 2017, ISBN 978-3-455-00190-7.